# Mikołaj (Mogilewski)
Mikołaj, imię świeckie Fieodosij Nikiforowicz Mogilewski (ur. 25 lipca?/6 sierpnia 1874 w Komissarowce, zm. 25 października 1955) – rosyjski biskup prawosławny.

## Życiorys
Jego ojciec był cerkiewnym psalmistą. Ukończył seminarium duchowne w Jekaterinosławiu, po czym podjął pracę nauczyciela w szkole parafialnej. W 1903 wstąpił jako posłusznik do Pustelni Niłowo-Stołobieńskiej i po roku złożył w niej wieczyste śluby mnisze. 27 maja 1905 został wyświęcony na hierodiakona, zaś w październiku tego samego roku – na hieromnicha. Podjął następnie studia w Moskiewskiej Akademii Duchownej, które ukończył w 1911. W latach 1912–1913 był inspektorem seminarium duchownego w Połtawie, zaś przez kolejne trzy lata – seminarium w Czernihowie. W 1915 otrzymał godność igumena. Od października 1916 do czerwca 1917 kierował jako archimandryta monasterem św. Włodzimierza w Irkucku oraz działającą przy nim szkołą dla misjonarzy i nauczycieli. W 1917 wrócił do Czernihowa i został rektorem tamtejszego seminarium duchownego.
26 października 1919 miała miejsce jego chirotonia na biskupa starodubskiego, wikariusza eparchii czernihowskiej. W ceremonii jako konsekratorzy wzięli udział arcybiskup czernihowski Pachomiusz oraz biskup nowgorodzko-siewierski Jan. W 1920 jego tytuł uległ zmianie na biskup sosnicki. W 1922 na krótko związał się z ruchem Żywej Cerkwi, którą ostatecznie porzucił.
W 1923 został biskupem kaszyrskim, wikariuszem eparchii tulskiej. W tym samym roku zaczął jako locum tenens zarządzać całą eparchią tulską. Na jej terenie zwalczał wpływy Żywej Cerkwi, do momentu swojego aresztowania w 1925. Po wyjściu z więzienia został mianowany biskupem orłowskim; na katedrze tej pozostawał do kolejnego aresztowania w 1931. Wolność stracił na kolejne pięć lat.
W 1941 otrzymał godność arcybiskupią. W tym samym roku został aresztowany po raz trzeci, spędził pół roku w więzieniu w Saratowie. Następnie skierowano go na „wolną zsyłkę” do Kazachstanu – przebywał kolejno w Aktiubińsku i Czelkarze. W 1945 zwolniony ze zsyłki. W 1945 otrzymał tytuł arcybiskupa ałmackiego i kazachstańskiego. Od 1954 równocześnie zarządzał eparchią semipałatyńską. W lutym 1955, z okazji 35. rocznicy chirotonii biskupiej, otrzymał godność metropolity. Zmarł w październiku tego samego roku.
Znacząco przyczynił się do odbudowy prawosławnego życia religijnego w Kazachstanie. W latach 30. XX wieku władze radzieckie zamknęły wszystkie cerkwie na terenie eparchii ałmackiej. Za sprawą starań hierarchy działalność wznowiło lub podjęło 40 parafii. Katedrą eparchii stał się sobór św. Mikołaja w Ałmaty. 
W 2000 kanonizowany jako jeden z Soboru Świętych Nowomęczenników i Wyznawców Rosyjskich. Jedyna na świecie cerkiew, której jest patronem, znajduje się w Aktobe.